# Jeroen Baert (comedian)
Jeroen Baert (Mechelen, 22 oktober 1987) is een Belgische comedian, keynote speaker, computerwetenschapper en wetenschapscommunicator. Hij studeerde ingenieurswetenschappen aan de KU Leuven en deed onderzoek in de groep Computer Graphics van prof. dr. ir. Philip Dutré. Hij speelt improcomedy bij de Belgische Improvisatie Liga, en daarvoor bij Preparee.
Hij is te horen als vast panellid in de podcast Nerdland Maandoverzicht met onder andere Lieven Scheire, Hetty Helsmoortel en Bart van Peer. Hij was te zien in duidingsprogramma's en panelshows zoals De Afspraak, De Ideale Wereld, Is er een dokter in de zaal?, The Big Bang, Scheire en de schepping en Absurdistan. Regelmatig geeft hij in de media duiding bij het wetenschapsnieuws. Hij schreef van 2018 tot 2019 regelmatig stukken voor de rubriek Held van de Week in het programma Nieuwe Feiten op Radio 1.
In 2023 nam hij deel aan The Big Bang samen met Lieven Scheire. In 2024 nam hij deel aan de Code van Coppens samen met Henk Rijckaert.

## Podcasts en Rubrieken
- Nerdland Maandoverzicht, een kastaar-winnende maandelijks overzicht van het wetenschaps- en technologienieuws o.l.v. Lieven Scheire
- In De Toekomst[9] bij Qmusic
- De Blik van Baert en VerklaarBaert bij  Nostalgie
- Mosselen om half twee - op het Nerdland Festival

- MusicBrainz: 663a5b1b-994c-469f-92ff-73a6103634a2